# Anna Pyziel
Anna Maria Pyziel – polska lekarka weterynarii, doktor habilitowany nauk weterynaryjnych, profesor w Szkole Głównej Gospodarstwa Wiejskiego w Warszawie.

## Kariera naukowa
W 2007 roku na Wydziale Medycyny Weterynaryjnej Szkoły Głównej Gospodarstwa Wiejskiego w Warszawie  uzyskała tytuł lekarza weterynarii. W 2012 roku w Instytucie Parazytologii im. Witolda Stefańskiego Polskiej Akademii Nauk uzyskała stopień doktora nauk biologicznych. W 2017 roku została zatrudniona na tej pierwszej uczelni, a w 2019 roku uzyskała na niej stopień doktora habilitowanego nauk weterynaryjnych na podstawie pracy pt. Charakterystyka nicieni płucnych z rodzaju Dictyocaulus wywołujących diktiokaulozę dzikich przeżuwaczy w Polsce.